# Hipèrides
Hipèrides (en llatí Hyperides, en grec antic Ὑπερείδης o Ὑπερίδης) fou un famós orador atenenc del segle iv aC fill de Glaucip, nascut a la demos de Còl·litos. Estava inclòs a la llista dels deu oradors àtics.
Era amic de Demòstenes i amb ell i amb Licurg va ser un dels dirigents del partit enemic del Regne de Macedònia. Durant tota la seva vida pública es va mantenir fidel a aquesta tendència a través de tots els perills i catàstrofes per les que va passar la seva ciutat, que va caure en mans de Filip II de Macedònia, Alexandre el Gran i Antípater. Plutarc diu que segurament va ser per la influència dels seus dos amics, Demòstenes i Licurg, ja que ell era de caràcter més aviat feble. Segons Plutarc, tenia la mateixa edat que Licurg, i devia néixer el 396 aC.
En filosofia va ser deixeble de Plató i en oratòria d'Isòcrates d'Atenes, segons Ateneu de Naucratis. Va començar la seva carrera com advocat i va iniciar la vida política el 358 aC quan es diu que en l'expedició a Eubea va equipar tres trirrems pagades de la seva butxaca. Després va dirigir una ambaixada a  Rodes. El 346 aC va perseguir a Filòcrates i el 340 aC va participar en l'expedició a Bizanci.
El 338 aC després de la batalla de Queronea va proposar que totes les dones i nens fossin evacuats al Pireu i els esclaus fossin emancipats per lluitar i els no atenencs rebessin la ciutadania a canvi de resistir. El pla no es va fer efectiu a causa de la decepció general sobre el futur de la ciutat, però les seves bones intencions van ser recompensades, ja que quan després va ser acusat per la seva proposta pel sicofanta Aristogitó, el van absoldre.
Després de la mort de Filip de Macedònia, va omplir d'esperances als patriotes atenencs, i segurament va conspirar contra els macedonis. Va ser un dels oradors dels que [Alexandre el Gran] va exigir la seva entrega, i encara que se'n va lliurar, va seguir amb la seva lluita i es va oposar a ajudar a Alexandre en la seva expedició a Pèrsia. L'arribada d'Hàrpal a Atenes el 324 aC va alterar la bona relació entre Demòstenes i Hipèrides, ja que Hipèrides va acusar públicament a Demòstenes d'haver rebut diners d'Hàrpal. Plutarc diu que Hipèrides va ser l'únic home d'Atenes que no va rebre diners del tresorer macedoni, i potser es va veure obligat a actuar així en bé de la ciutat, però tota aquesta història és confusa. Més tard els dos oradors es van reconciliar.
Quan va arribar la notícia de la mort d'Alexandre, Hipèrides va proposar donar una corona a Iol·laos (Iollas) que es deia que havia enverinat al rei. Després de la batalla de Crannon (322 aC) va fugir a Egina on els emissaris d'Antípater el van fer presoner i el van executar.
Se li atribueixen 77 discursos però els crítics consideren que almenys 25 són espuris. Un dels més famosos és el que va pronunciar després de la mort de Leòstenes i en homenatge als caiguts a la Guerra de Làmia, segons Diodor de Sicília. Un altre discurs que es recorda és el que va fer davant de l'acusació d'Èuties, en defensa de l'hetera Frine, de la que era amant.
Es coneixen els títols de 61 (enumerats per Westermann a Gesch. d. Griech. Beredtsamk. p. 307 i següents) entre les quals les principals són:
- Δηλιακός.
- ἐπιτάφιος, del que Estobeu en va conservar un fragment considerable.
- περὶ τῶν πρὸς Ἀλέξανδπον συνθηκῶν, que normalment s'atribueix a Demòstenes, seria obra seva.[1]